# Polizeipräsidium Unterfranken

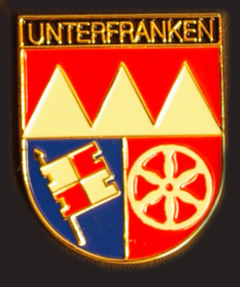
Verbandsabzeichen (Brusttaschenanhänger)

Das Polizeipräsidium Unterfranken ist einer von zehn regionalen Verbänden der Bayerischen Polizei und als solcher eine Landesmittelbehörde des Freistaates Bayern. Es ist direkt dem Bayerischen Staatsministerium des Innern, für Sport und Integration unterstellt und hat seinen Dienstsitz in Würzburg. Der Zuständigkeitsbereich des Polizeipräsidiums ist deckungsgleich mit dem Regierungsbezirk Unterfranken und umfasst eine Fläche von 8530 Quadratkilometern mit rund 1,34 Millionen Einwohnern.

## Organisation
Mit Stand vom 31. Dezember 2023 gab es beim Polizeipräsidium Mittelfranken insgesamt 3085 Bedienstete, davon 2700 Polizeibeamte und 385 Polizeiangestellte. Aktueller Behördenleiter ist seit August 2021 Polizeipräsident Detlev Tolle. Von 2009 bis 2015 war Liliane Matthes als erste Frau in der Geschichte der Bayerischen Polizei Polizeipräsidentin des Präsidiums.

## Dienststellen
- Region Mainfranken
  - Polizeiinspektion Würzburg-Stadt (ehem. PI Würzburg-Ost und PI Würzburg-West)
  - Polizeiinspektion Würzburg-Land in Würzburg
  - Polizeiinspektion Karlstadt (Landkreis Main-Spessart)
  - Polizeiinspektion Kitzingen (Landkreis Kitzingen)
  - Polizeiinspektion Lohr am Main (Landkreis Main-Spessart)
  - Polizeiinspektion Marktheidenfeld (Landkreis Main-Spessart)
  - Polizeiinspektion Ochsenfurt (Landkreis Würzburg)
  - Polizeistation Gemünden am Main (Landkreis Main-Spessart)
  - Kriminalpolizeiinspektion mit Zentralaufgaben (KPI-Z) Unterfranken in Würzburg
  - Kriminalpolizeiinspektion Würzburg
  - Verkehrspolizeiinspektion Würzburg-Biebelried

- Region Bayerischer Untermain
  - Polizeiinspektion Aschaffenburg
  - Polizeiinspektion Alzenau
  - Polizeiinspektion Miltenberg
  - Polizeiinspektion Obernburg
  - Kriminalpolizeiinspektion Aschaffenburg
  - Verkehrspolizeiinspektion Aschaffenburg-Hösbach

- Region Main-Rhön
  - Polizeiinspektion Schweinfurt
  - Polizeiinspektion Bad Brückenau
  - Polizeiinspektion Bad Kissingen
  - Polizeiinspektion Bad Neustadt an der Saale
  - Polizeiinspektion Ebern
  - Polizeiinspektion Gerolzhofen
  - Polizeiinspektion Hammelburg
  - Polizeiinspektion Haßfurt
  - Polizeiinspektion Mellrichstadt
  - Polizeistation Bad Königshofen
  - Kriminalpolizeiinspektion Schweinfurt
  - Verkehrspolizeiinspektion Schweinfurt-Werneck